# Wady cewy nerwowej
Wady cewy nerwowej (ang. NTD – neural tube defects), dysrafie – zespół wrodzonych wad ośrodkowego układu nerwowego, których podstawową cechą są zaburzenia w tworzeniu i zamykaniu cewy nerwowej w toku rozwoju płodowego. Niekiedy określa się je mianem "zaburzeń indukcji".
Wady układu nerwowego związane z tworzeniem się i zamykaniem cewy nerwowej powstają w pierwszych 4 tygodniach rozwoju zarodka, kiedy to dochodzi do zamknięcia się cewy nerwowej. Jeśli jakieś czynniki spowodują zaburzenie tego procesu dochodzi do wystąpienia wad cewy nerwowej.
Do dysrafii zalicza się:

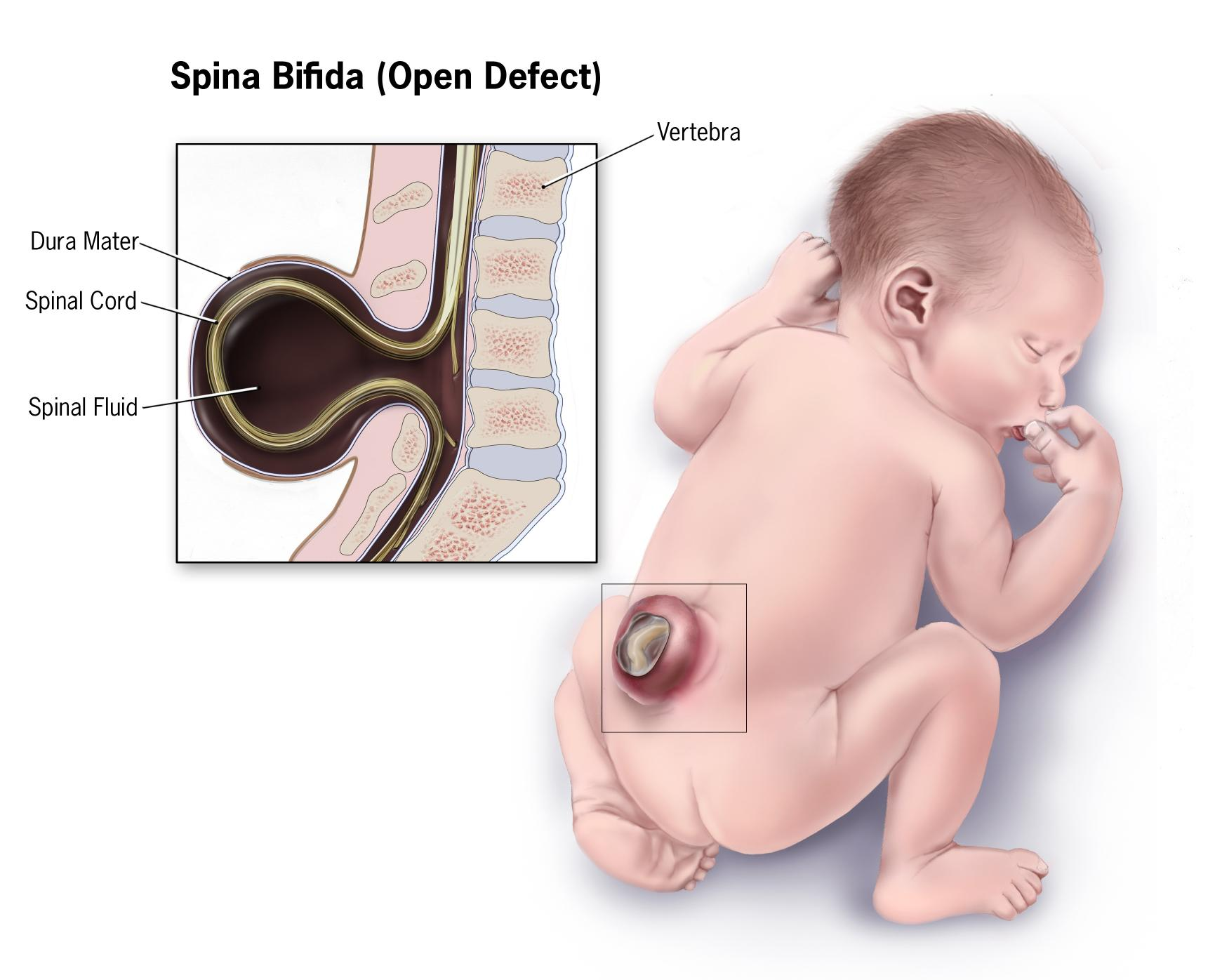
Ilustracja przedstawiająca rozszczep kręgosłupa

- bezmózgowie (anencephalia) – całkowite i częściowe,
- iniencefalia (głowa w tyłozgięciu, często z wadami kręgosłupa szyjnego; może współwystępować bezmózgowie lub przepuklina mózgowa),
- craniorachischisis,
- przepuklina mózgowa,
- przepuklina oponowa,
- Rozszczep kręgosłupa (łac. spina bifida),
- przepuklina oponowo-rdzeniowa,
- Zespół Arnolda-Chiariego,
- jamistość rdzenia.

## Epidemiologia
0–0
     1–1
     2–3
     4–6
     7–10
     11–15
     16–20
     21–28
     29–69

Zgony spowodowane wadami cewy nerwowej na milion mieszkańców w 2012 roku.

W zależności od populacji i regionu geograficznego, wady cewy nerwowej występują z częstością 0,5-2 na 1000 urodzonych noworodków. Wady cewy nerwowej częściej występują u płci żeńskiej i dotyczą przedniego odcinka cewy nerwowej.
Każdego roku na świecie rodzi się około 260-300 tysięcy dzieci z wrodzonymi wadami cewy nerwowej. Ryzyko wystąpienia bezmózgowia lub rozszczepu kręgosłupa u rodzeństwa osoby dotkniętej wadami wynosi 2-5% i jest wyższe niż w populacji ogólnej.
Wady cewy nerwowej występują zazwyczaj w postaci izolowanej, ale mogą towarzyszyć zespołowi Pataua, zespołowi Edwardsa, triploidii, zespołowi Frasera, zespołowi Meckela, zespołowi Waardenburga oraz zespołowi Currarino

## Etiologia
- Większość przypadków bezmózgowia i innych dysrafii jest wynikiem zaburzeń wieloczynnikowych wynikających z interakcji między wieloma genami i czynnikami środowiskowymi. Do przyczyn, które mogą zwiększać ryzyko wad cewy nerwowej należy m.in. polimorfizm genu kodującego reduktazę metylenotetrahydrofolianowej, zwłaszcza w pozycji 677 (gen związany z cyklem metabolicznym kwasu foliowego)[2]. Drugim zidentyfikowanym genem (2007) jest gen VANGL1 kodujący białko kompleksu sygnalizacyjnego związanego z błoną komórkową, którego uszkodzenie zwiększa ryzyko powstania dysrafii.
- Wśród czynników środowiskowych wymienia się: stężenie kwasu foliowego i innych folianów, które wykazują znacząco ochronny efekt[1]. Antymetabolity kwasu foliowego (np. metotreksat), leki przeciwpadaczkowe, cukrzyca u matki, otyłość matki, mykotoksyny w ziarnach zbóż, palenie tytoniu i pestycydy znacząco podnoszą ryzyko zaburzeń rozwoju cewy nerwowej[2].
- Możliwą przyczyną wystąpienia wad cewy nerwowej jest także powstawanie przeciwciał przeciwko receptorom folianów, które wykrywa się głównie u matek dzieci z wadami cewy[2].

## Patogeneza
W prawidłowym ludzkim embrionie neurulacja zachodzi między 18. a 28. dniem po zapłodnieniu. Podczas pierwszych 4 tygodni rozwoju zarodka płytka nerwowa wpukla się wzdłuż zarodkowej grzbietowej linii środkowej, tworząc rynienkę nerwową. Rynienka nerwowa zaczyna się następnie zamykać, poczynając od części środkowej i postępując ku przodowi i ku części ogonowej. Do zamknięcia otworu przedniego podczas neurulacji dochodzi w 24-25. dniu po zapłonieniu, a otworu tylnego w 26-28. dniu. Zamknięcie otworów to neurulacja pierwotna i gdy dojdzie do nieprawidłowości w tym procesie to skutkiem jest wystąpienie wad cewy nerwowej typu otwartego, które mogą dotyczyć każdego odcinka ośrodkowego układu nerwowego. W przypadku wystąpienia zaburzeń neurulacji wtórnej (dotyczącej rozwoju odcinka ogonowego cewy nerwowej, po zamknięciu otworu nerwowego tylnego) dochodzi do zamkniętych wad cewy nerwowej, które w większości ograniczają się do kręgosłupa.

## Diagnostyka
Wady cewy nerwowej są najczęściej rozpoznawane podczas rutynowego badania USG w drugim trymestrze cięży. Ciężkie wady mogą być wykryte już podczas USG wykonywanego po 10. tygodniu ciąży oraz na podstawie podwyższonego stężenia alfa-fetoproteiny badanej między 14. a 21. tygodniem ciąży. AFP jest głównym białkiem wczesnego okresu zarodkowego, produkowanym przez wątrobę i pęcherzyk żółtkowy płodu. Badanie to jest testem przesiewowym w rozpoznawaniu otwartych wad ośrodkowego układu nerwowego.
Inwazyjnym badaniem prenatalnym jest oznaczenie, pomiędzy 14. a 17. tygodniem, stężenia alfa-fetoproteiny oraz aktywności acetylocholinesterazy w płynie owodniowym pobranym metodą amniopunkcji.
W przypadku wykrycia wady dysraficznej diagnostykę pogłębia się przy użyciu rezonansu magnetycznego.

## Profilaktyka
W 1991 zostało udowodnione, że podawanie kwasu foliowego w dawce 4 mg kobietom w okresie przedkoncepcyjnym i pierwszych 12. tygodniach ciąży obniża o 72% liczbę występujących wad cewy nerwowej. Amerykańscy badacze w 2000 roku udowodnili, że przyjmowanie kwasu foliowego w dawce 0,4 mg co najmniej 3 razy w tygodniu, 3 miesiące przed i po zapłodnieniu zmniejsza ryzyko ponownego wystąpienia wady cewy nerwowej u kolejnego dziecka.
W Polsce od 1998 roku prowadzony jest Program Pierwotnej Profilaktyki Wad Cewy Nerwowej, który ma na celu upowszechnienie spożycia kwasu foliowego w dawce 0,4 mg przez wszystkie kobiety w wieku rozrodczym, które mogą zajść w ciążę jako profilaktyka wad cewy nerwowej.

## Klasyfikacja ICD10
| kod ICD10   | nazwa choroby                        |
| ----------- | ------------------------------------ |
| ICD-10: Q00 | Bezmózgowie i podobne wady rozwojowe |
| ICD-10: Q01 | Przepuklina mózgowa                  |
| ICD-10: Q05 | Rozszczep kręgosłupa                 |